# Гідрогеологія Греції
На території Греції виділяються дві гідрогеологічні області: Динарська і Балканська. В цих областях найбільші запаси підземних вод формуються в артезіанських басейнах, широко розвинутий водоносний комплекс потужністю в сотні м. Переважають ґрунтові води на глибині до 5 м на заплавах і низьких терасах і до 10-15 м на високих надзаплавних терасах. До глибини 200–300 м підземні води в артезіанських басейнах прісні, помірно тверді і тверді. Дуже бідні водами великі площі, складені флішм в Передапулійсько-Піндській гідрогеологічній структурі і Родопському гідрогеолічному масиві.
Мінеральні води Греції віднесені до 5 провінцій: сірководнево-вуглекислих терм області сучасного вулканізму; вуглекислих вод області молодої магматичної діяльності; вуглекислих, азотно-вуглекислих та азотних високомінералізованих терм морського узбережжя; азотних терм областей новітніх тектонічних рухів; азотних, азотно-метанових і холодних вод в осадовому чохлі артезіанських басейнів. Виходи термальних вод пов'язані з вулканічним поясом, який простягається від затоки Саронікос через острів Мілос до Нісіроса, а також з грабеном Стрімон в Македонії.
На території Греції зафіксовано 5 зон, де тепловий потік перевищує 100 МВт/м². В місцях виходу термальних вод розташовані відомі курорти — Вуліагмені, Іпаті, Кайафа, Едіпсос та інші.